# Jon Glaser
Jonathan Daniel Glaser (nacido el 20 de junio de 1968) es un actor, comediante, escritor, productor y director estadounidense. Es conocido por su trabajo como escritor e intérprete durante muchos años en Late Night con Conan O'Brien, creando y protagonizando la serie Adult Swim Delocated y Neon Joe, Werewolf Hunter, así como la serie truTV Jon Glaser Loves Gear. . 

## Temprana edad y educación
Glaser nació en Chicago, Illinois y se crio en Southfield, Michigan. Se graduó de la Universidad de Míchigan, donde actuó en los grupos de comedia de comedia Comedy Company y Just Kidding con Jon Hein, H. Anthony Lehv y Craig Neuman.

## Carrera
Jon Glaser es cinco veces nominado al Emmy en el equipo de redacción de Late Night con Conan O'Brien. Ha aparecido en las películas Pootie Tang, School for Scoundrels y Be Kind Rewind, y ha sido estrella invitada en programas de comedia como Curb Your Enthusiasm, Louie, Wonder Showzen, Bob's Burgers y Aqua Teen Hunger Force. 
Glaser es el creador y estrella de la serie de acción en vivo Adult Swim Delocated, sobre "Jon", un hombre en el programa de protección de testigos con su propio reality show. El programa emitió su episodio final el 7 de marzo de 2013. 
La miniserie de Glaser para Adult Swim, Neon Joe, Werewolf Hunter se estrenó el 7 de diciembre de 2015.
La serie de falso documental de Glaser, Jon Glaser Loves Gear, se estrenó el 25 de octubre de 2016 en truTV